# Orava (gemeente in Estland)
Orava (Estisch: Orava vald) was een gemeente in de Estlandse provincie Põlvamaa. De gemeente telde 694 inwoners op 1 januari 2017 en had een oppervlakte van 175,4 km². De hoofdplaats was Orava.
De gemeente Orava ging in oktober 2017 op in de gemeente Võru vald. Daarmee verhuisde Orava van de provincie Põlvamaa naar de provincie Võrumaa.
De landgemeente telde dertig dorpen. Bij het dorp Piusa wordt zilverzand gewonnen ten behoeve van de glasproductie. Na de ontdekking in 1920 werden hier groeven aangelegd, die vanaf 1966 werden opgevolgd door dagbouw. In de samen 10 km lange groeven hebben zich kolonies van vijf verschillende soorten vleermuizen gevestigd. Een ervan is als museumgroeve ingericht. De oude zandgroeven vormen een beschermd natuurgebied.

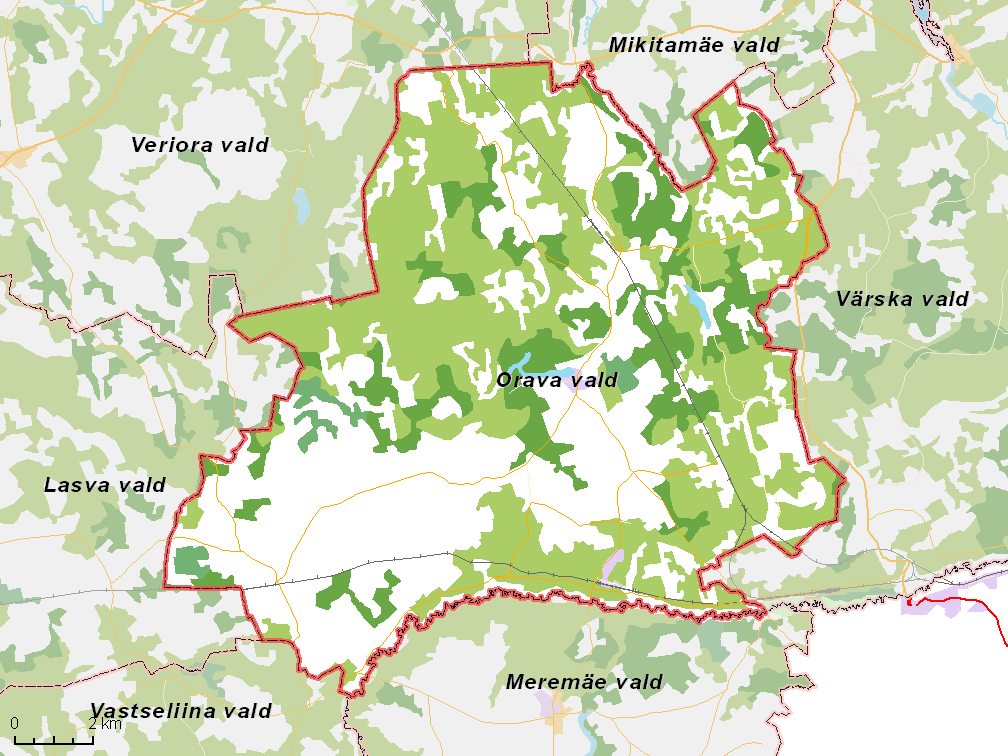
De gemeente met omliggende gemeenten, situatie begin 2017